# Maňovický rybník
Maňovický rybník este o arie protejată (arie specială de conservare — SAC, sit de importanță comunitară — SCI) din Republica Cehă întinsă pe o suprafață de 6,54 ha, integral pe uscat.

## Localizare
Centrul sitului Maňovický rybník este situat la coordonatele 49°27′27″N 13°36′26″E / 49.4575°N 13.607222°E.

## Înființare
Situl Maňovický rybník a fost declarat sit de importanță comunitară în aprilie 2005 pentru a proteja 1 specie de plante. Situl a fost protejat și ca arie specială de conservare în martie 2016.

## Biodiversitate
Situată în ecoregiunea continentală, aria protejată nu include niciun habitat protejat.
La baza desemnării sitului se află o specie protejată de  plante: Coleanthus subtilis.